# Jack Lescoulie
Jack Lescoulie est un acteur américain né le 17 novembre 1912 à Sacramento, Californie (États-Unis), mort le 22 juillet 1987 à Memphis (États-Unis).

## Filmographie
- 1938 : The Great Library Misery : Grouchmaster
- 1939 : Daffy Duck and the Dinosaur : Casper Caveman (voix)
- 1940 : Oklahoma Renegades : Veteran
- 1940 : Malibu Beach Party : Jack Bunny
- 1941 : A Girl, a Guy, and a Gob : Sailor
- 1941 : Emergency Landing : Captain North
- 1949 : Fun and Fortune (TV) : Host
- 1950 : The Sleeping City : Paulsen
- 1955 : The Honeymooners (série TV) : Announcer
- 1957 : Tonight! America After Dark (série TV) : Host
- 1961 : 1, 2, 3 Go (série TV) : Regular